# Lilienthal
Pour les articles homonymes, voir Lilienthal (homonymie).
Lilienthal est une municipalité de l'arrondissement d'Osterholz en Basse-Saxe (Allemagne).

## Géographie
Lilienthal est située dans la plaine d'Allemagne du Nord sur la rive gauche de la Wümme, un affluent de la Weser. La plus grande partie de son territoire est un marais drainé. Son bourg central est très urbanisé, mais pas compact.
La Wümme marque la limite avec la ville de Brême. Au nord, Lilienthal est limitrophe avec Worpswede.

## Histoire

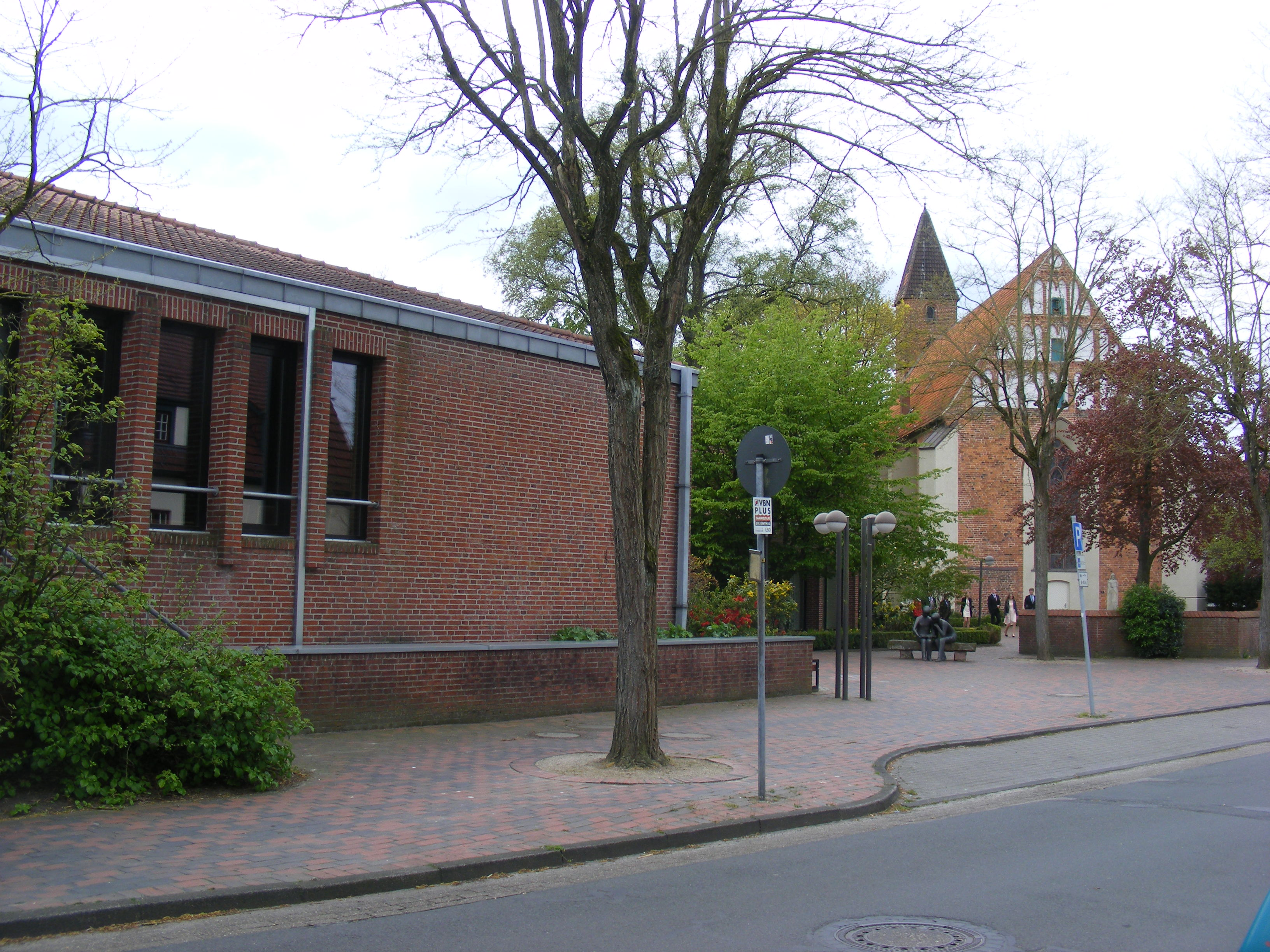
Mairie (à gauche) et ancienne abbatiale Sainte-Marie de Lilienthal

En 865 l'évêque Ansgar de Brême fait ériger une chapelle de chemin, déjà en pierre, au lieu de l'église St-Georges actuelle.
Le village de Trupe est mentionné en 937, sa chapelle en 1183.
Depuis 1106 le marais fluvial à l'ouest du territoire de la commune actuelle, aussi appelé Sankt Jürgensland (terre St-Georges), est cultivé par des colons hollandais.
En 1232 l'archevêque de Brême, Gérard II, fonde l'abbaye de Sancta Maria in Valle Liliorum (Sainte-Marie du val des lys), un couvent des cisterciennes. Vers 1570 le couvent accepte la réforme luthérienne. En 1650 il est sécularisé.
Par les traités de Westphalie de 1648 l'archevêché de Brême avec Lilienthal revient au duché de Brême sous la couronne de Suède.
En 1719 le territoire devient hanovrien. 
À la deuxième moitié du XIXe siècle le nord du territoire de la commune actuelle participe à la culture des tourbières, organisée par le commissaire hanovrien des cultures Jürgen Christian Findorff (*1720, †1792). On fonde les villages de Lüningsee (1763), Lüninghausen (1764), Westerwede (1764), Moorende (1778), Mooringen (1778), Schrötersdorf (1805, au nom de J. H. Schröter) et Neu Mooringen (1808).
En 1782–1813, un observatoire astronomique est installé par Johann Hieronymus (Jean Jérome) Schroeter.
En 1800 Heinrich Olbers et Franz Xaver von Zach fondent la première société astronomique du monde.
En 1813 le village est incendié par la Grande Armée qui se retire. Parmi peu d'autres maisons l'observatoire survit.
En 1866 le Royaume de Hanovre est annexé par la Prusse.
De 1900 à 1956 un chemin de fer de voie métrique au nom de Kleinbahn Bremen–Tarmsted fait communiquer Lilienthal et divers terrains d'exploitation de tourbe à Brême. Aujourd'hui le tracé est utilisé comme piste cyclable.
Depuis le 1er août 2014 Lilienthal est traversée par une ligne du tramway de Brême .

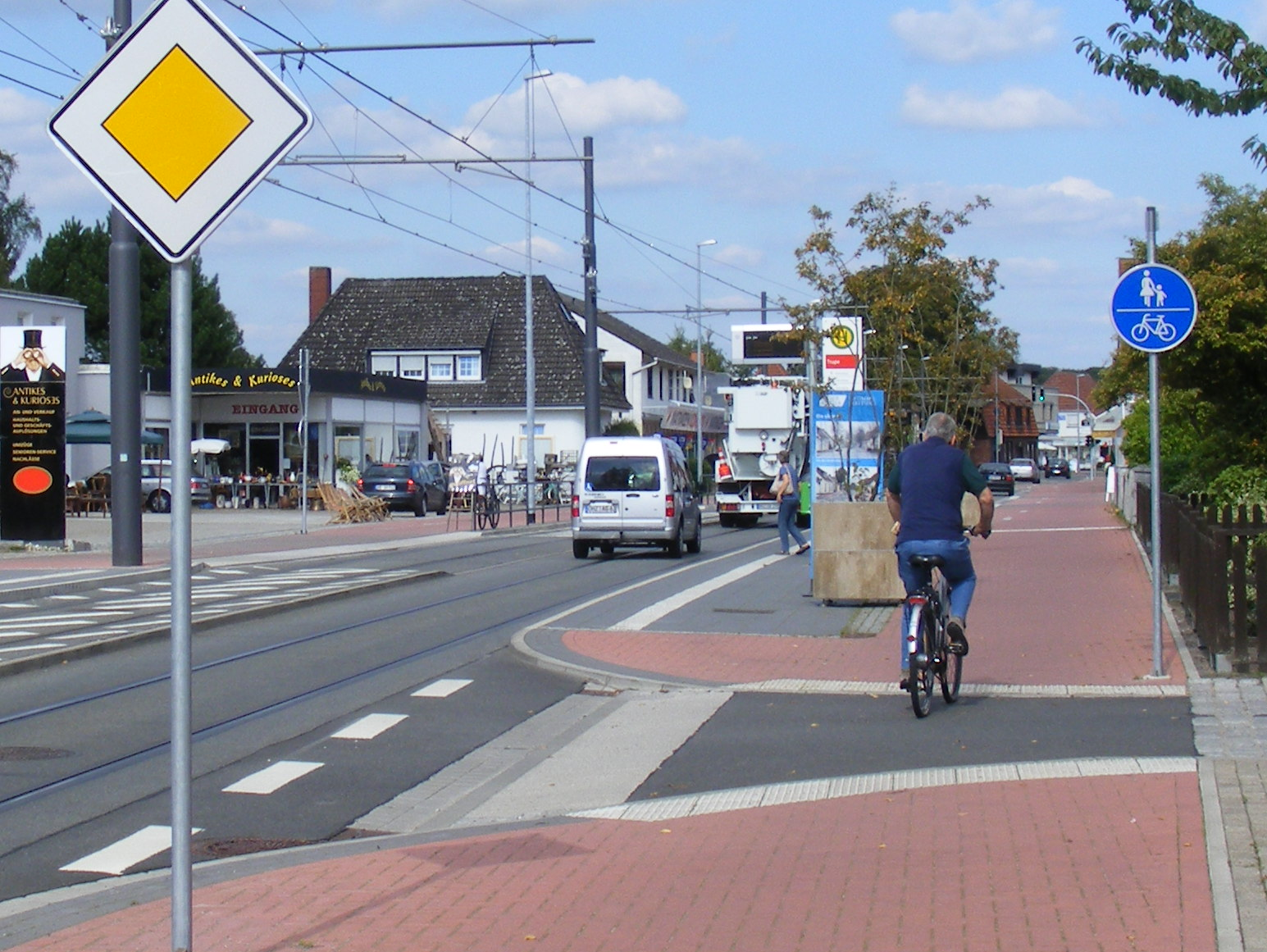
Rue principale de Lililenthal

## Politique
Le maire est Willy Hollatz de l'Alliance 90 / Les Verts.

## Institutions
- Gymnasium Lilienthal, enseignement secondaire
- Klinik Lilienthal[1], hôpital de spécialités de chirurgie et médecine interne

## Édifices historiques

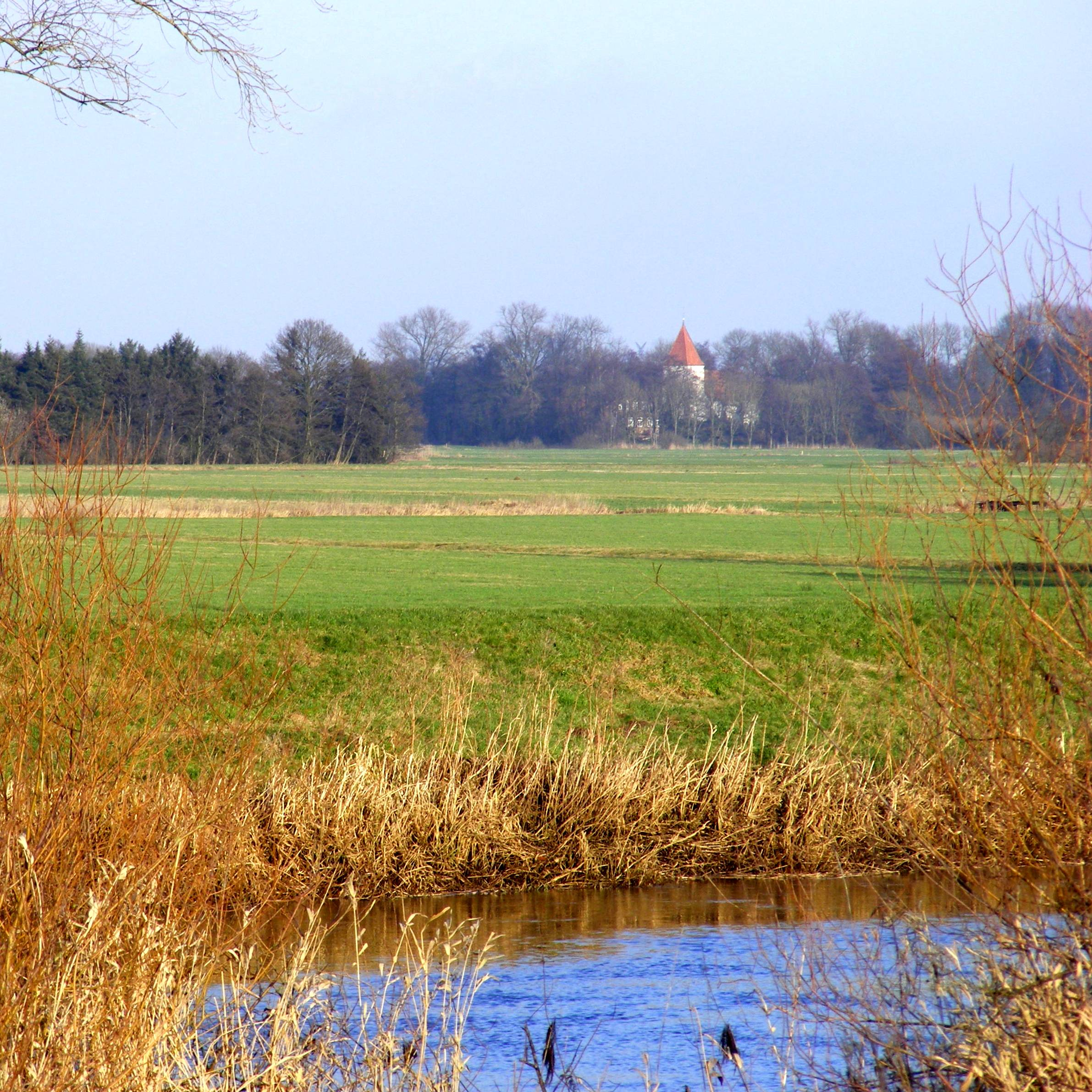
Église Saint-Georges de l'annexe de St. Jürgen

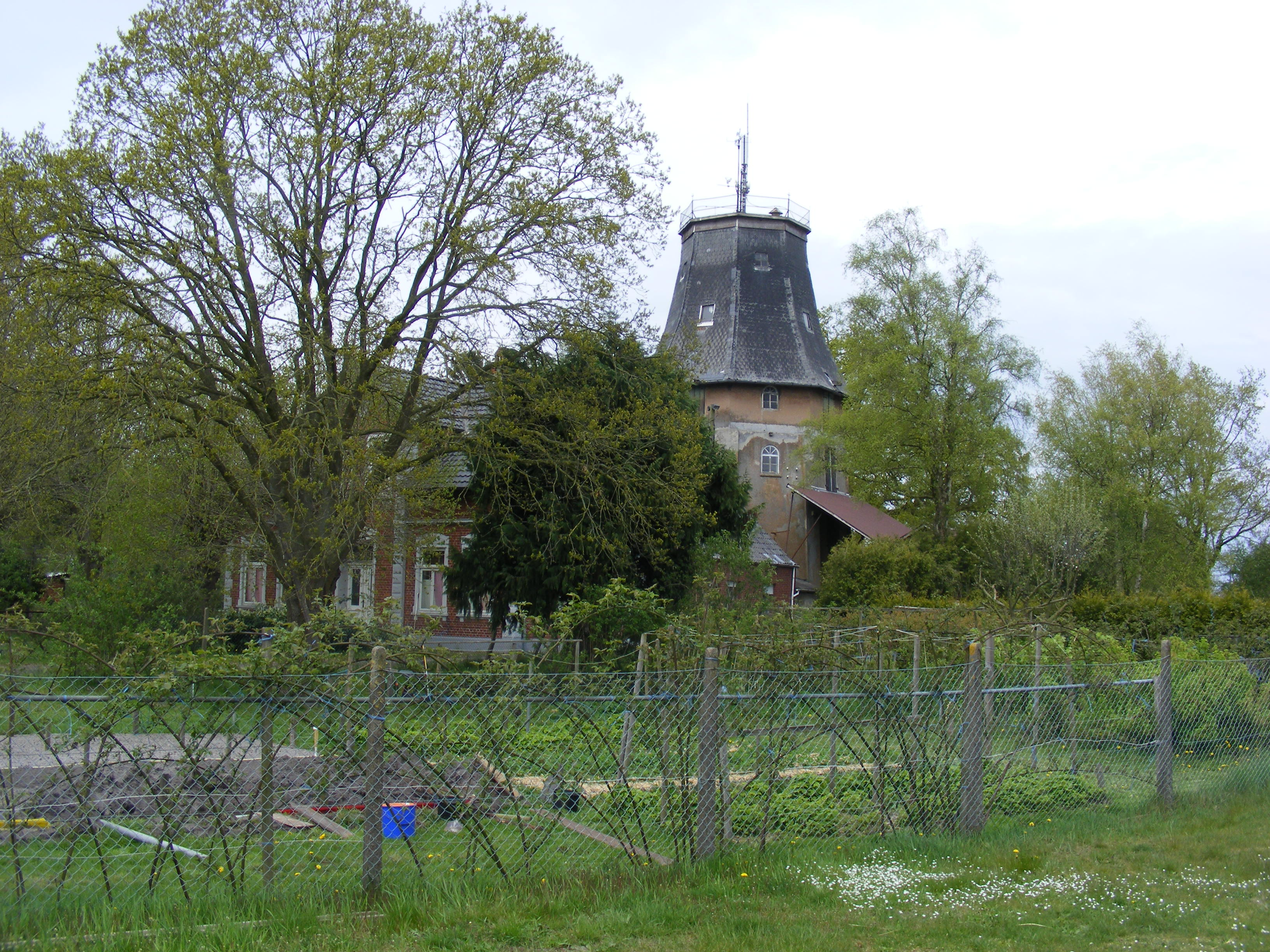
Moulin de Frankenburg

- Église Saint-Georges de Lilienthal (de), édifice actuel autour de 1190
- Ancienne abbatiale (temple) Sainte-Marie de Liilenthal[2], fondée autour de 1230, édifice actuel de 1250–62
- Chapelle de Trupe, commencée avant 1183, reconstruite en 1819
- Tour du moulin à vent de Frankenburg
- Édifice de l'ancienne gare de Lilienthal

## Lieu central et annexes
Le territoire actuel est formé par unifications diverses :
- En 1827 Lilienthal recevait Butendiek, qui fut donné par la ville libre de Brême à Hanovre, en échange d'un terrain utilisé pour la fondation de Bremerhaven.
- En 1929 quelques petites colonies de la tourbière furent unifiées.
- En 1937 [3]
  - Lilienthal gagnait Falkenberg, Frankenburg, Trupe, Truperdeich, Trupermoor et une partie de Moorhausen
  - Sankt Jürgen gagnait l'autre partie de Moorhausen, Niederende, Oberende et Wührden,
  - Worphausen gagnait Moorende et Mooringen
- En 1974 [4], Lilienthal gagnait Heidberg, Sankt Jürgen, Seebergen et Worphausen.

## Personnalités liées à la ville
- Bodo von Hodenberg (1826–1907), homme politique né à Lilienthal.
- Heinrich Ahrens (1842-1886), entrepreneur né à Lilienthal.
- Christian Ludwig Bokelmann (1844-1894), peintre né à Saint-Jürgen.
- Hermann Ahrens (1864-1904), marchand né à Lilienthal.
- Josephine Meckseper (1964-), photographe née à Lilienthal.

## Jumelage
- Stadskanaal (Pays-Bas) depuis 1970
- Émerainville (France) depuis 1993 (jusqu'à 2010)
- Bielsko-Biała (Pologne) depuis 1996 (suspendu)
- Tolentino (Italie)
- Bentwisch (Allemagne)

## Sources
- (de) Cet article est partiellement ou en totalité issu de l’article de Wikipédia en allemand intitulé « Lilienthal » (voir la liste des auteurs).

1. ↑  http://www.klinik-lilienthal.de/de/
2. ↑  Klosterkirche „St. Marien“ in Lilienthal
3. ↑  (de) « Verwaltungsgeschichte.de & redaktionstest.net - Redaktionstest.net », sur Redaktionstest.net, 27 novembre 2019 (consulté le 28 septembre 2020).
4. ↑  Statistisches Bundesamt (Hrsg.): Historisches Gemeindeverzeichnis für die Bundesrepublik Deutschland. Namens-, Grenz- und Schlüsselnummernänderungen bei Gemeinden, Kreisen und Regierungsbezirken vom 27. 5. 1970 bis 31. 12. 1982. W. Kohlhammer GmbH, Stuttgart und Mainz 1983,  (ISBN 3-17-003263-1), S. 244.

## Compléments